# Chaetostoma guairense
Chaetostoma guairense (Corroncho del Guaire, Bagre del río Guaire, Petora) es una especie de peces de la familia Loricariidae en el orden de los Siluriformes. Es una especie utilizada en acuarismo

## Descripción
Chaetostoma guairense es un pez que posee u longitud total cuando adulto de unos 10 cm. Su cuerpo está cubierto por placas óseas con la excepción de la región de vientre. La boca es grande y en posición ínfera formando ventosa con los labios. De ojos  extremadamente separados entre sí, se observan espinas en el interopérculo y no se observan protuberancias en el hocico. La coloración es oscura con tintes azulados en el cuerpo, y el mismo está cubierto de pequeños puntos blanquecinos. La característica diagnóstica de la especie es la presencia de una mancha negra en la base de la membrana entre la espina y el primer radio dorsal.

## Distribución geográfica
Es una especie endémica de Venezuela que habita la cuenca del río Tuy y la cuenca del lago de Valencia

### Hábitat
Es un pez de agua dulce que suele habitar en ríos y quebradas de aguas transparentes, muy oxigenadas y torrentosas, que se originan en la montaña o piedemonte.

## Estado de conservación
Chaetostoma guairense está señalada en estado vulnerable, la principal razón para esta clasificación es debido a la alta intervención que ha experimentado su hábitat por acción de actividades humanos a la largo de toda la cuenta tanto del río Tuy como del lago de Valencia.